# Iglesia de Nirivilo
La Iglesia de Nirivilo es un templo católico ubicado en el poblado de Nirivilo, comuna de San Javier, Región del Maule, Chile. Construida a fines del siglo xviii, fue declarada Monumento Nacional de Chile, en la categoría de Monumento Histórico, mediante el Decreto Supremo n.º 502 del 14 de agosto de 1984.

## Historia
Construida a fines del siglo xviii, se cree que fue financiada por los mismos pobladores y familias de la zona. En la iglesia se encuentran sepultados los familiares de Bernardo O'Higgins vinculados al ejército patriota.
En el año 2002 se derrumbó el altar y la sacristía debido al escurrimiento de lluvias en el adobe. De igual forma, sufrió daños con el terremoto de 2010.
En 2014 comenzaron las obras para su reconstrucción.

## Descripción
De estilo neorrománico, la iglesia cuenta con una nave de base rectangular terminada con vigas de roble. Sus muros son de albañilería de adobe soportado por un cimiento de piedras. Su techumbre es a dos aguas y su cubierta es con tejas de arcilla. Presenta un pequeño campanario que sostiene una cruz.

## Galería de imágenes

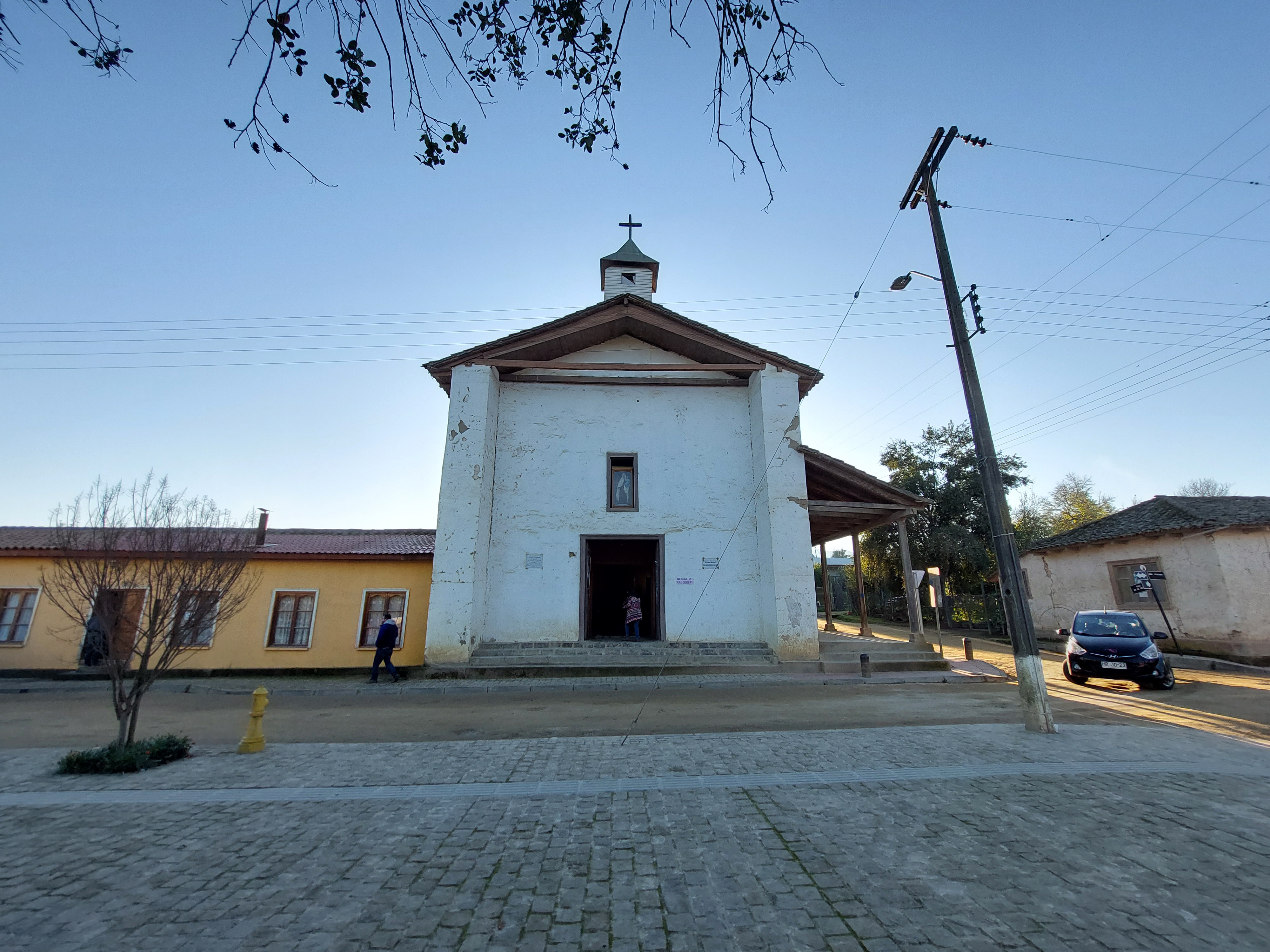
Vista frontal ampliada
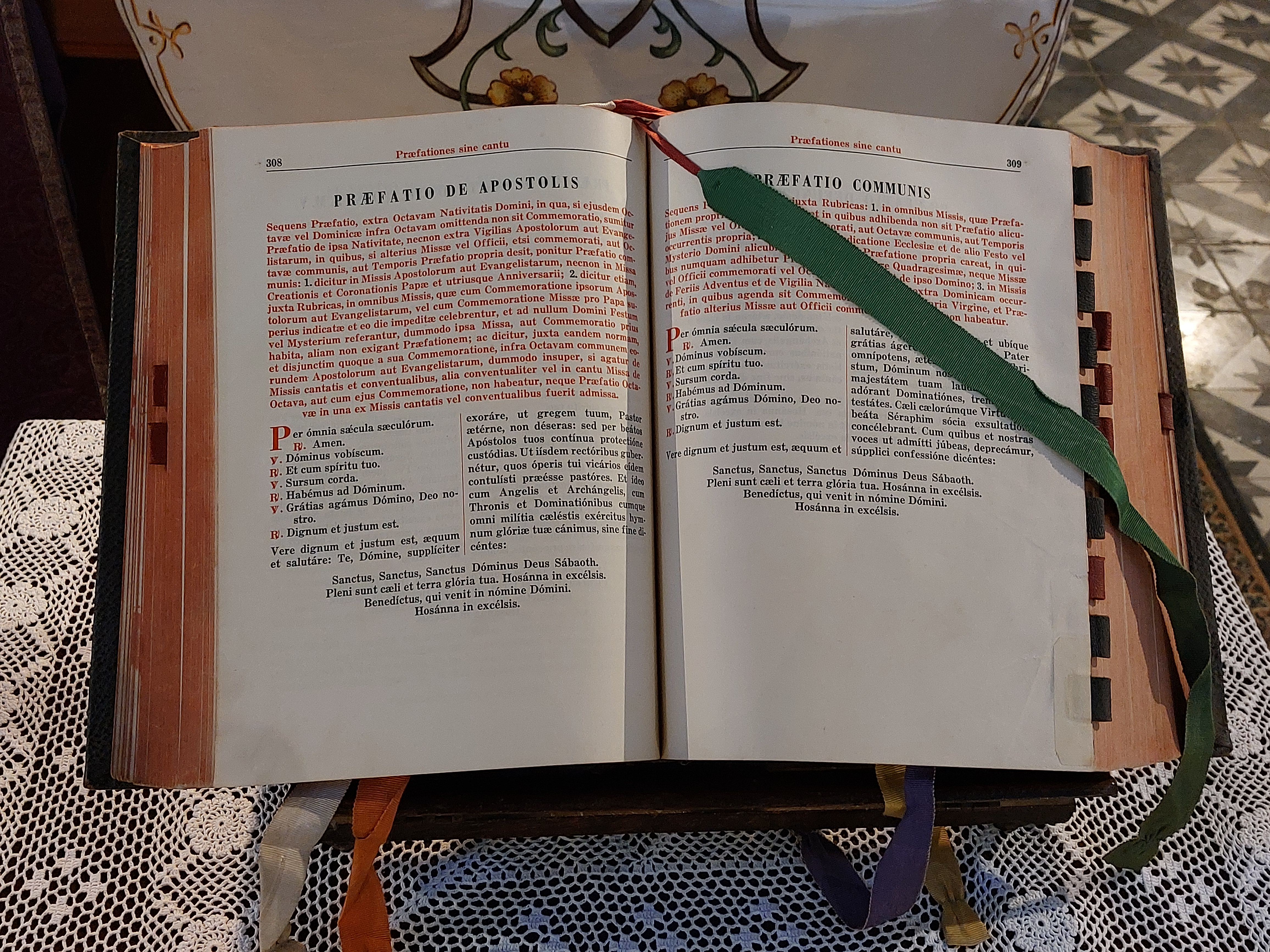
Misal dentro de la iglesia
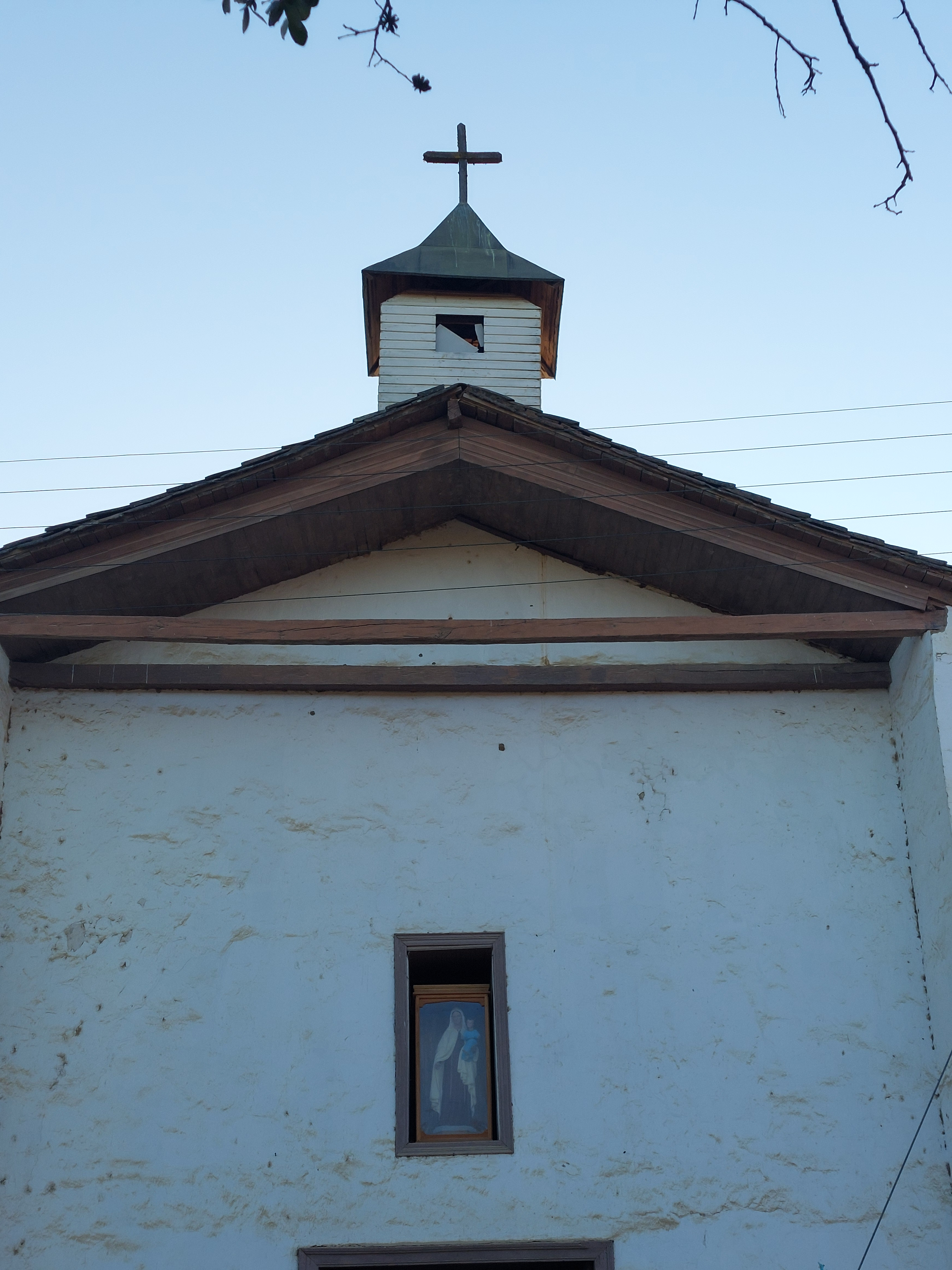
Detalle del campanario
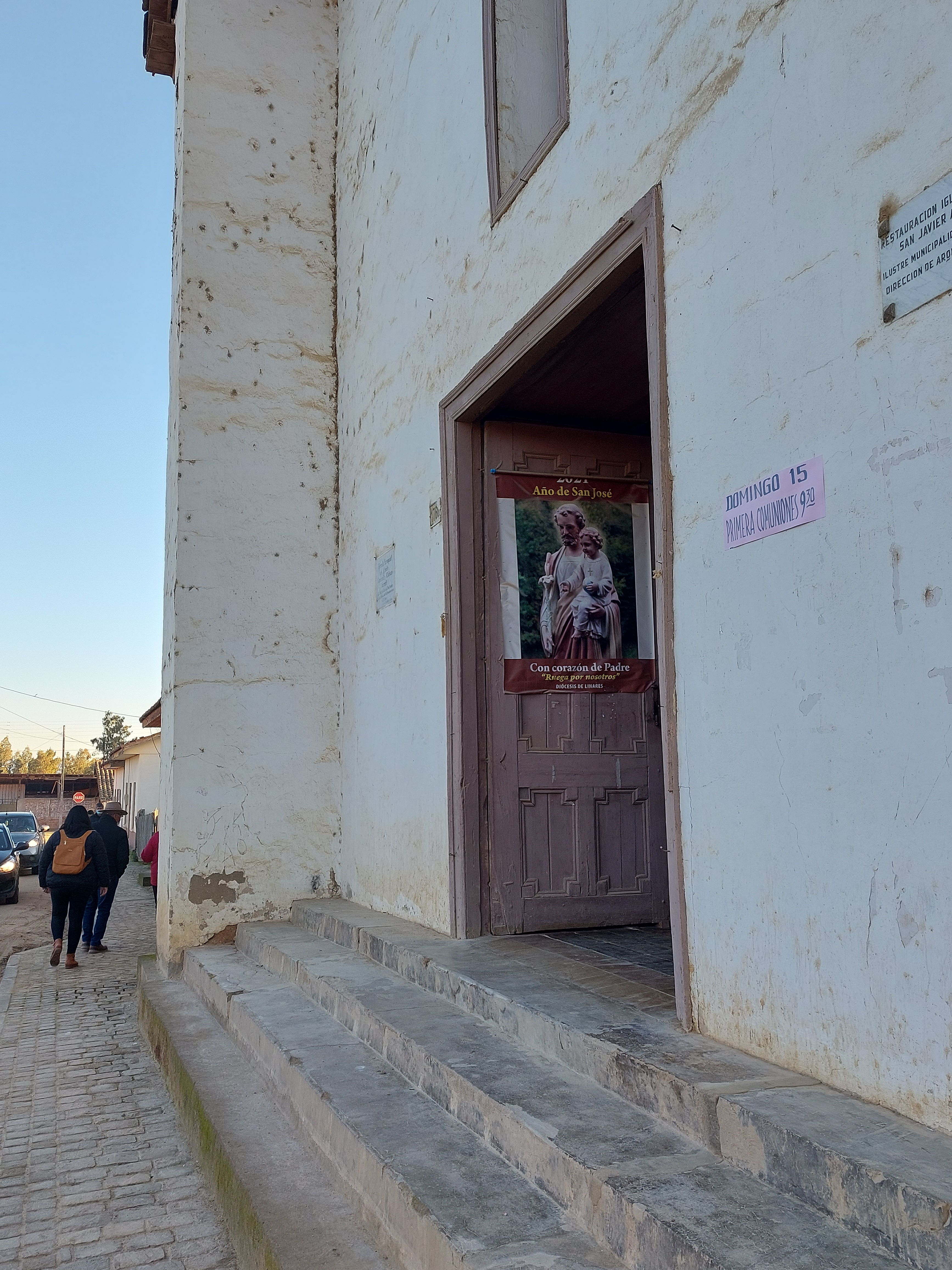
Entrada principal
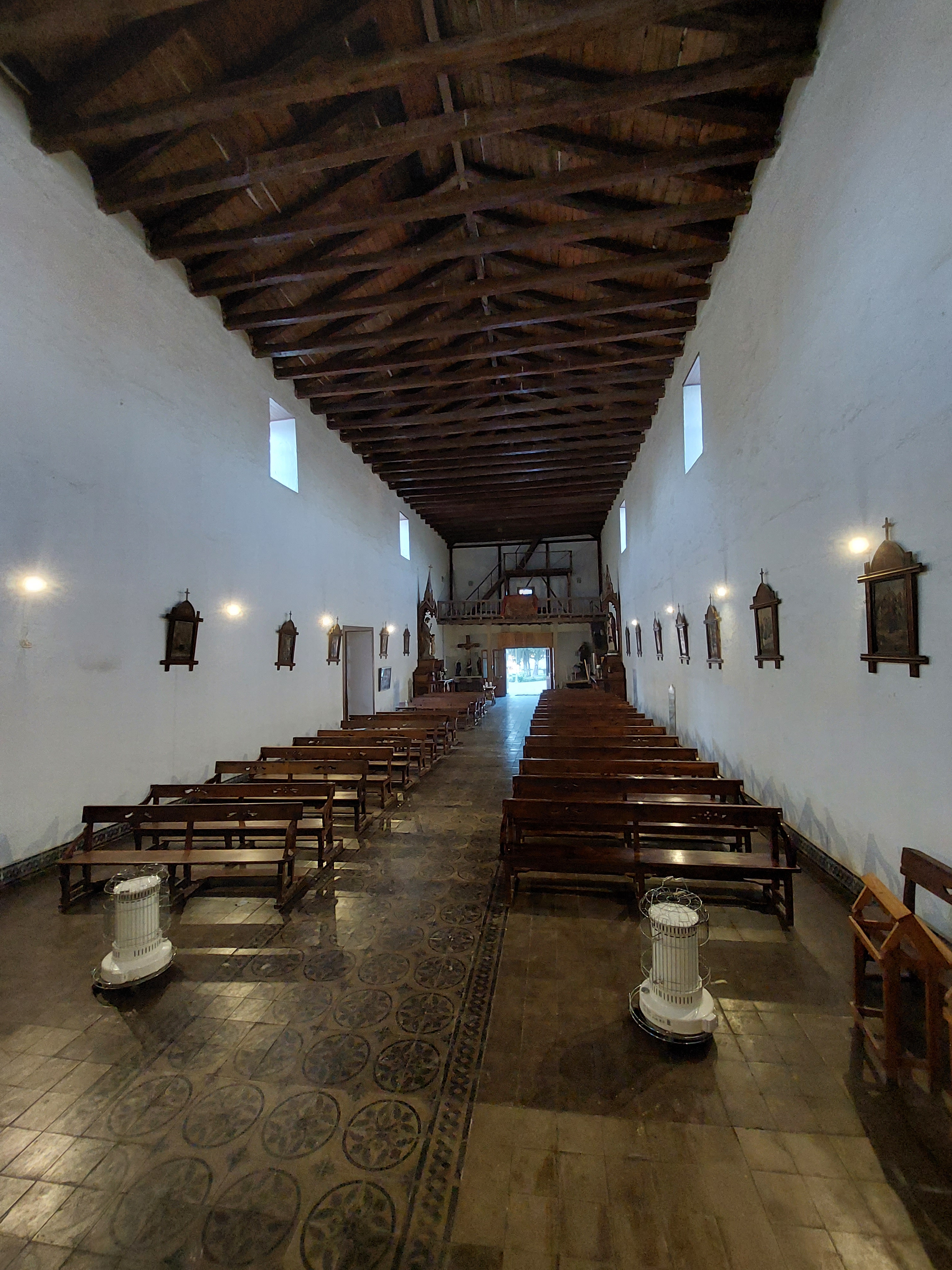
Nave central
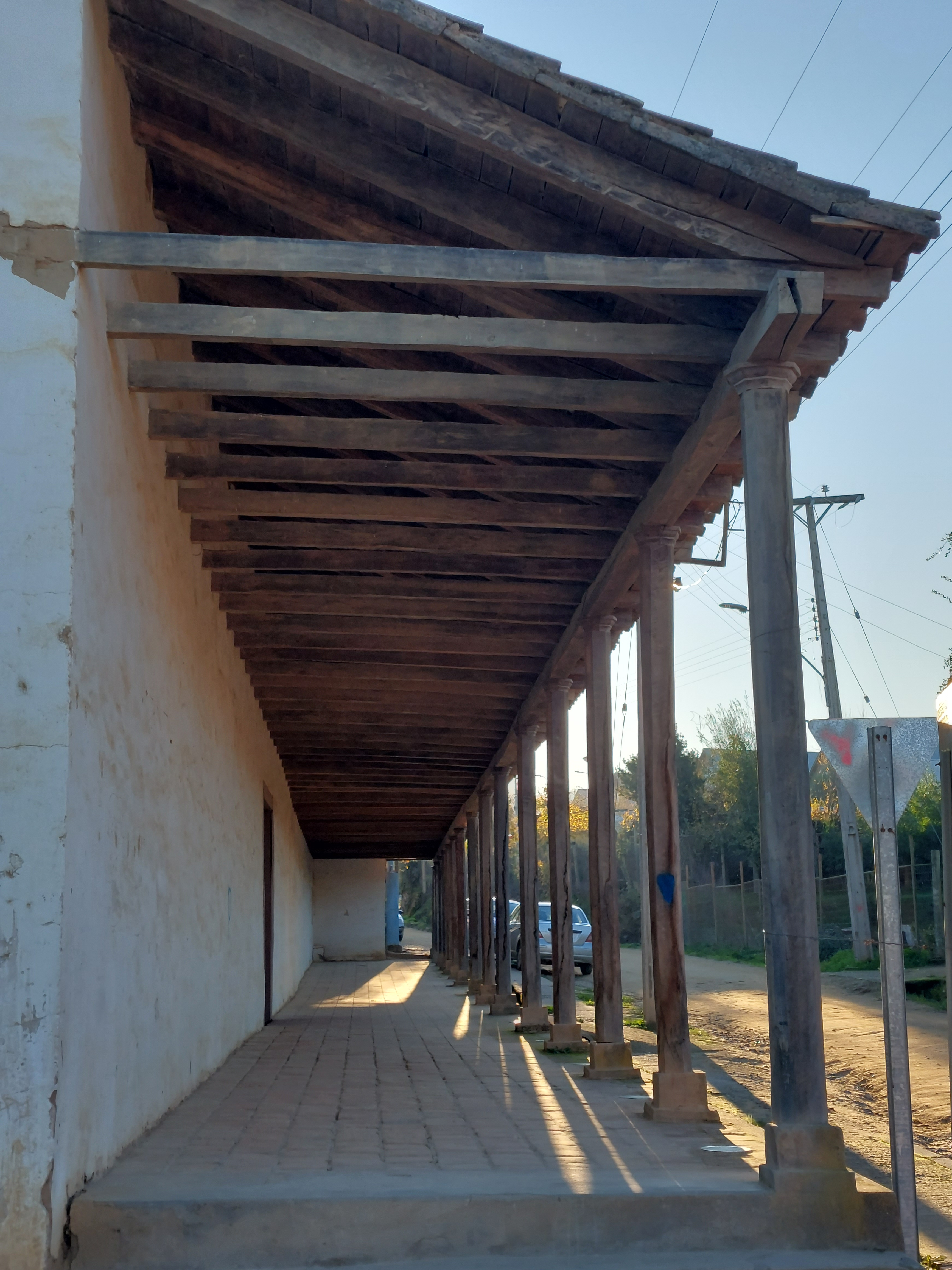
Corredor lateral de la parroquia